# Wysszaja liga czempionata SSSR po futbołu (1981)
Rozgrywki radzieckiej wyższej ligi w sezonie 1981 były czterdziestymi czwartymi w historii radzieckiej pierwszej ligi. W rozgrywkach wzięło udział osiemnaście drużyn, w tym dwie, które awansowały z drugiej ligi – Tawrija Symferopol i Dnipro Dniepropetrowsk. Mistrzowski tytuł po raz 10-ty wywalczyła drużyna Dynama Kijów. Królem strzelców ligi został Ramaz Szengelia z Dinama Tbilisi, który zdobył 23 gole.

## Drużyny
| Drużyna          | Miasto           | Republika          | Stadion                     | Pojemność | Pozycja w 1980 |
| ---------------- | ---------------- | ------------------ | --------------------------- | --------- | -------------- |
| Ararat           | Erywań           | Armeńska SRR       | Stadion Hrazdan             | 55,000    | 8.             |
| CSKA             | Moskwa           | Rosyjska FSRR      | Łużniki                     | 84,745    | 5.             |
| Czornomorec      | Odessa           | Ukraińska SRR      | Stadion Centralny w Odessie | 34,000    | 7.             |
| Dinamo           | Moskwa           | Rosyjska FSRR      | Stadion Dinamo              | 36,540    | 14.            |
| Dinamo           | Tbilisi          | Gruzińska SRR      | Stadion Borisa Paiczadze    | 58,000    | 4.             |
| Dnipro           | Dniepropetrowsk  | Ukraińska SRR      | Stadion Meteor              | 24,300    | D1, 2.         |
| Dynama           | Mińsk            | Białoruska SRR     | Stadion Dynama Mińsk        | 41,000    | 10.            |
| Dynamo           | Kijów            | Ukraińska SRR      | Stadion Dynamo              | 30,000    | 1.             |
| Kajrat           | Ałma-Ata         | Kazachska SRR      | Stadion Centralny           | 25,000    | 12.            |
| Kubań            | Krasnodar        | Rosyjska FSRR      | Stadion Kubań               | 32,000    | 15.            |
| Neftçi           | Baku             | Azerbejdżańska SRR | Stadion Tofika Bachramowa   | 30,000    | 13.            |
| Pachtakor        | Taszkent         | Uzbecka SRR        | Stadion Centralny Paxtakor  | 55,000    | 16.            |
| SKA              | Rostów nad Donem | Rosyjska FSRR      | SKA SKWO                    | 27,300    | 9.             |
| Spartak          | Moskwa           | Rosyjska FSRR      | Łużniki                     | 84,745    | 2.             |
| Szachtar         | Donieck          | Ukraińska SRR      | Stadion Szachtar            | 31,700    | 6.             |
| Tawrija          | Symferopol       | Ukraińska SRR      | RSK Łokomotyw               | 20,000    | D1, 1.         |
| Torpedo          | Moskwa           | Rosyjska FSRR      | Łużniki                     | 84,745    | 11.            |
| Zenit Petersburg | Leningrad        | Rosyjska FSRR      | Stadion Pietrowski          | 21,745    | 3.             |

## Tabela końcowa sezonu
| Lp. | Drużyna                | M  | Z  | R  | P  | Bramki | Bramki | Różn. | Pkt | Uwagi                                   |
| --- | ---------------------- | -- | -- | -- | -- | ------ | ------ | ----- | --- | --------------------------------------- |
| 1   | Dynamo Kijów (M)       | 34 | 22 | 9  | 3  | 58     | 26     | +32   | 53  | Puchar Europy • 1/16 finału             |
| 2   | Spartak Moskwa         | 34 | 19 | 8  | 7  | 70     | 40     | +30   | 46  | Puchar UEFA • 1/32 finału               |
| 3   | Dinamo Tbilisi         | 34 | 16 | 10 | 8  | 62     | 35     | +27   | 42  | Puchar UEFA • 1/32 finału               |
| 4   | Dinamo Moskwa          | 34 | 15 | 10 | 9  | 41     | 29     | +12   | 40  | Puchar UEFA • 1/32 finału               |
| 5   | Torpedo Moskwa         | 34 | 14 | 14 | 6  | 41     | 29     | +12   | 38  | Puchar Zdobywców Pucharów • 1/16 finału |
| 6   | CSKA Moskwa            | 34 | 14 | 9  | 11 | 39     | 33     | +6    | 37  |                                         |
| 7   | Szachtar Donieck       | 34 | 12 | 10 | 12 | 51     | 39     | +12   | 34  |                                         |
| 8   | Dnipro Dniepropetrowsk | 34 | 12 | 8  | 14 | 42     | 53     | −11   | 32  |                                         |
| 9   | Dynama Mińsk           | 34 | 11 | 13 | 10 | 44     | 39     | +5    | 32  |                                         |
| 10  | Neftçi PFK             | 34 | 11 | 12 | 11 | 44     | 39     | +5    | 32  |                                         |
| 11  | Czornomoreć Odessa     | 34 | 11 | 9  | 14 | 36     | 44     | −8    | 31  |                                         |
| 12  | Kajrat Ałmaty          | 34 | 10 | 12 | 12 | 42     | 46     | −4    | 30  |                                         |
| 13  | Kubań Krasnodar        | 34 | 11 | 7  | 16 | 42     | 54     | −12   | 29  |                                         |
| 14  | Ararat Erywań          | 34 | 10 | 9  | 15 | 44     | 50     | −6    | 29  |                                         |
| 15  | Zenit Leningrad        | 34 | 9  | 10 | 15 | 33     | 43     | −10   | 28  |                                         |
| 16  | Pachtakor Taszkient    | 34 | 8  | 10 | 16 | 39     | 58     | −19   | 26  |                                         |
| 17  | SKA Rostów nad Donem   | 34 | 8  | 7  | 19 | 27     | 54     | −27   | 23  | Spadek do Pierwoj Ligi                  |
| 18  | Tawrija Symferopol     | 34 | 7  | 5  | 22 | 34     | 58     | −24   | 19  | Spadek do Pierwoj Ligi                  |

Uwaga: Neftçi Baku i Kajrat Ałma-Ata zostały ukarane za przekroczenie dopuszczalnej liczby 10 remisów odjęciem 2 punktów, Dynama Mińsk – 3, a Torpedo Moskwa – 4.

## Najlepsi strzelcy
źródło: rsssf.com (ang.)
23 gole
- Ramaz Szengelia (Dinamo T.)

21 goli
- Jurij Gawriłow (Spartak M.)

19 goli
- Ołeh Błochin (Dynamo K.)

16 goli
- Władimir Kazaczionok (Zenit Petersburg)

15 goli
- Walerij Gazzajew (Dinamo M.)

14 goli
- Choren Howhannisjan (Ararat)
- Piotr Wasileuski (Dynama)

13 goli
- Andriej Jakubik (Pachtakor)

12 goli
- Wiktor Hraczow (Szachtar)
- Ołeksandr Pohoriełow (Dnipro)

## Nagrody
33 najlepszych piłkarzy ligi za sezon 1981:
Bramkarze
1. Rinat Dasajew (Spartak M.)
2. Wiaczesław Czanow (Torpedo M.)
3. Wiktor Czanow (Szachtar)

|  | Prawi obrońcy 1. Tengiz Sulakwelidze (Dinamo T.) 2. Siarhiej Barouski (Dynama) 3. Wołodymyr Łozynski (Dynamo K.) | Prawi-środkowi obrońcy 1. Aleksandre Cziwadze (Dinamo T.) 2. Anatolij Końkow (Dynamo K.) 3. Nodar Chizaniszwili (Dinamo T.) | Lewi-środkowi obrońcy 1. Serhij Bałtacza (Dynamo K.) 2. Szota Chinczagaszwili (Dinamo T.) 3. Wagiz Chidijatullin (CSKA) | Lewi obrońcy 1. Anatolij Demjanenko (Dynamo K.) 2. Oleg Romancew (Spartak M.) 3. Georgi Tawadze (Dinamo T.) |

|  | Prawi pomocnicy 1. Łeonid Buriak (Dynamo K.) 2. Andrij Bal (Dynamo K.) 3. Fiodor Czerienkow (Spartak M.) | Prawi-środkowi pomocnicy 1. Wołodymyr Bezsonow (Dynamo K.) 2. Jurij Susłoparow (Torpedo M.) 3. Siergiej Szawło (Spartak M.) | Lewi-środkowi pomocnicy 1. Witali Daraselia (Dinamo T.) 2. Wołodymyr Weremiejew (Dynamo K.) 3. Edgar Gess (Spartak M.) | Lewi pomocnicy 1. Ramaz Szengelia (Dinamo T.) 2. Wladimer Gucaewi (Dinamo T.) 3. Siergiej Andriejew (SKA) |

|  | Prawi napastnicy 1. Jurij Gawriłow (Spartak M.) 2. Dawit Kipiani (Dinamo T.) 3. Choren Oganesjan (Ararat) | Lewi napastnicy 1. Ołeh Błochin (Dynamo K.) 2. Walerij Gazzajew (Dynamo M.) 3. Siergiej Rodionow (Spartak M.) |

| Mistrz ZSRR w sezonie 1981 |
| -------------------------- |
| ZSRR                       |
| Dynamo Kijów 10 tytuł      |